# Zeta Ursae Minoris
Zeta Ursae Minoris (ζ UMi) – gwiazda w gwiazdozbiorze Małej Niedźwiedzicy, odległa od Słońca o około 369 lat świetlnych.

## Nazwa
Gwiazda w niektórych katalogach gwiazd jest określana nazwą Alifa al Farkadain, która pochodzi od arabskiego wyrażenia ‏أخفى الفرقدين‎ aḫfa al-farqadayn, „ciemniejsze z dwóch cieląt”. „Dwoma cielętami” Arabowie pierwotnie określali Beta i Gamma Ursae Minoris, później nazwy te zostały przeniesione na Eta i Zeta Ursae Minoris; wbrew nazwie to Zeta jest jaśniejszą z nich.

## Właściwości fizyczne
Zeta Ursae Minoris jest sklasyfikowana jako gwiazda ciągu głównego należąca do typu widmowego A. Jej temperatura to około 8700 K, jest ona 200 razy jaśniejsza od Słońca. Tak wysoka jasność wskazuje, że zaczyna ona zmieniać się w olbrzyma. Ma ona masę około 3,4 razy większą od Słońca i 6,2 razy większy promień. Około 280 milionów lat temu rozpoczęła życie jako gwiazda typu B7. Istnieje podejrzenie, że zalicza się ona do gwiazd zmiennych typu Delta Scuti, ale rzadko jest ona obiektem obserwacji. Nie ma ona znanych towarzyszy.